# NGC 4434
NGC 4434 (również PGC 40886 lub UGC 7571) – galaktyka eliptyczna (E), znajdująca się w gwiazdozbiorze Panny. Odkrył ją William Herschel 28 grudnia 1785 roku. Należy do Gromady w Pannie.